# Спичино (Невельский район)
Спичино (пол. Spiczyno) — деревня в Невельском районе Псковской области России. Входит в состав Артёмовской волости.

## География
Деревня находится в южной части Псковской области, в зоне хвойно-широколиственных лесов, к югу от автодороги 58К-037, на расстоянии примерно 13 километров (по прямой) к востоку от города Невеля, административного центра района. Абсолютная высота — 160 метров над уровнем моря.

### Климат
Климат характеризуется как умеренно континентальный, с продолжительной снежной зимой и относительно коротким тёплым летом. Среднегодовая температура воздуха — 4,4 °С. Средняя многолетняя температура самого холодного месяца (января) составляет −8 °С, средняя температура самого тёплого (июля) — +17,4°С. Среднегодовое количество осадков — 554 мм. Снежный покров держится в течение 100—105 дней.

### Часовой пояс
Деревня Спичино, как и вся Псковская область, находится в часовой зоне МСК (московское время). Смещение применяемого времени относительно UTC составляет +3:00.

## История
К 1906 году Спичино имело статус селении и входило в Мошенинскую волость Невельского уезда в Витебской губернии Российской империи. Селение принадлежало Зенкевичам и Миклашевскому – дворяне, православного вероисповедания. Количество „удобной земли“ (обрабатываемая земля) было 79 десятин, неудобной – 5 десятин, а „под лесом“ – 8 десятин. Число дворов было 5; число жителей: мужчин – 15, женщин – 10.
Ещё во времена Речи Посполитой, то есть до 1788 года, Спичино (пол. Spiczyno) принадлежало шляхетскому роду Миклашевских. Об этом свидетельствует ревизионная книга 1788 года, в которой были перечислены населенные пункты и дворяне, попавшие на сторону России после раздела Речи Посполитой. Оригинал этой книги хранится сегодня в Национальном архиве Беларуси. Это также засвидетельствовано и подтверждено именным указом императрицы Екатерины II от 11 сентября 1788 года.
- Книга для записи дворянских родов, 1788 г.
- Обложка
- У Миклашевских есть „имение по наследству [...] в Невельском уезде, посельце Спичино без крестян“.

- Именной указ императрицы Екатерины II от 11 сентября 1788 года

## Население
| 2001 | 2002 | 2010 |
| ---- | ---- | ---- |
| 2    | ↘0   | →0   |